# Bukik Sikumpa
Bukik Sikumpa is een bestuurslaag in het regentschap Lima Puluh Kota van de provincie West-Sumatra, Indonesië. Bukik Sikumpa telt 2403 inwoners (volkstelling 2010).